# 黎刹纪念碑
黎剎纪念碑（Bantayog ni Jose Rizal）最初称为“指路明灯”（Motto Stella），位于菲律宾马尼拉黎剎公园内，纪念菲律宾爱国者黎剎。烈士的青铜站立雕塑后方，是一方尖碑，下面的基座埋葬着烈士的遗体。基座上的碑文写着：“纪念荷西·黎剎，爱国者和烈士，1896年12月30日在Bagumbayan Field 处决。此纪念碑由菲律宾群岛的人民敬献”。
纪念碑以西大约100米（330英尺）是黎刹被处决的确切位置，用真人大小的立体透视模型表现烈士的最后时刻。
黎刹纪念碑有一复制品，位于西班牙马德里的菲律宾群岛大道（Avenida de Las Islas Filipinas）和桑坦德街（Calle Santander）交汇处。

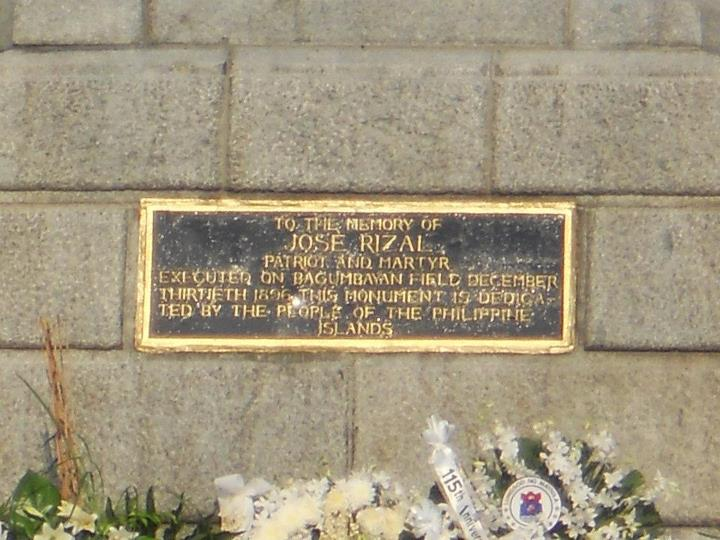
Close-up of the monument plaque